# Cyclops croaticus
Cyclops croaticus – gatunek widłonoga z rodziny Cyclopidae, nazwa naukowa gatunku została po raz pierwszy opublikowana w 1924 roku przez chorwackiego hydrobiologa Ivana Krmpoticia (1875-1944).